# Резнік Борис Якович
Бори́с Я́кович Ре́знік (Рєзнік) (5 січня 1929, Одеса — 8 грудня 1997, Одеса) — вчений-педіатр, доктор медичних наук, професор, член-кореспондент НАН, Дійсний член АМН України (з 1992 року), завідувач кафедри дитячих хвороб Одеського державного медичного університету (1972–1997), Народний депутат України 1-го скликання, депутат Верховної Ради УРСР 10—11-го скликань. лауреат двох Державних премій України в галузі науки і техніки (1979 та 1997 років), автор понад 300 наукових робіт, у тому числі 14 монографій та 2 підручників для студентів медичних вузів.

## Життєпис
Народився в родині одеських лікарів. У 1950 року з відзнакою закінчив Одеський медичний інститут. Свою трудову діяльність розпочав у 1950 році в Сталінській області УРСР, де він працював дільничним педіатром, ординатором Слов'янського курорту, а потім організатором і завідувачем відділенням в дитячій лікарні м. Кадіївка. У 1956 році став асистентом, а з 1959 року — завідувачем кафедри дитячих інфекційних хвороб Донецького медичного інституту ім. М. Горького, очолював кафедру педіатрії того ж інституту. У 1957 році Резнік захистив кандидатську дисертацію на тему: «Матеріали до характеристики вищої нервової діяльності у відновному періоді поліомієліту у дітей». У 1964 році захистив докторську дисертацію на тему: «Реактогенність і імунологічна реактивність асоційованої коклюшно-дифтерійно-правцевий вакцини при імунізації дітей з різним станом здоров'я». Член КПРС з 1975 року.

## Наукова діяльність
Спектр наукових досліджень академіка Резніка завжди визначався актуальністю проблем клінічної педіатрії. Його роботи з питань профілактики дитячих інфекційних хвороб були вагомим внеском у розробку обґрунтованих показань і протипоказань до профілактичних щеплень у дітей, яке було закріплено відповідними рішеннями МОЗ СРСР. Він розробив теоретичні основи імуногенезу у дітей при вакцинації. Робота цього періоду узагальнена монографіями:
- «Менінгіти у дітей» (1971 рік),
- «Електрокардіографія в педіатрії» (1972 рік),
- «Профілактичні щеплення в практиці педіатра» (1975 рік) тощо.

З 1972 року професор Резнік очолював колектив кафедри дитячих хвороб педіатричного факультету Одеського медичного інституту. Його наукові пошуки зосередилися на найважливіших напрямах сучасної педіатрії: вроджені та спадкові захворювання, неонатологія, пульмонологія, питання дитячого харчування, гематологія. Великий клінічний досвід та глибокі дослідження з проблем захворювань крові стали основою для створення таких монографій як «Гематологія дитячого віку з атласом мієлограми» (1975) і «Практична гематологія дитячого віку» (1989).
Під керівництвом Б. Я. Резніка був виконаний комплекс робіт на молекулярно-клітинному рівні з вивченням процесів біоенергетики та стану клітинних мембран. Це стало підставою для створення програми диференціальної метаболічної терапії гіпоксичних станів у дітей (при гострій пневмонії, респіраторному дистрес-синдромі у новонароджених), яка була введена в практику лікувальних установ і сприяла зниженню дитячої смертності в нашій країні.
Широке галузеве, міжгалузеве та міжнародне співробітництво, в тому числі з клінікою Д. Газліні (Генуя, Італія), сприяло розробці молекулярно-генетичних основ діагностики та профілактики вродженої та спадкової патології дитячого віку та створенню системи медико-генетичного консультування в Одесі. Були запропоновані принципово нові методи пренатальної діагностики спадкових захворювань (муковісцидоз, гемофілія, фенілкетонурія тощо); створені моніторинг і комп'ютерна діагностика вроджених вад розвитку; удосконалено методи прогнозування народження хворої дитини, одна з ці робіт нагороджена срібною медаллю ВДНГ (1991 року).
Академік Резнік вніс великий внесок у вирішення проблеми одного з найбільш поширених спадкових захворювань — муковісцидозу. На основі глибокого вивчення патогенезу цього захворювання була розроблена система комплексної терапії, яка визнана на міжнародних конгресах з муковісцидозу (Будапешт, 1986 рік; Осло, 1987 рік; Арлінгтон, США, 1990 рік). Розроблена метаболічна терапія муковісцидозу та етапна реабілітація дітей у створеному місцевому санаторії допомогла значно продовжити і покращити життя цих хворих. Спільно з Міжнародною Інтегрованою Асоціацією охорони здоров'я (Велика Британія) виконувалась програма «TACIS-Lien» (допомога сім'ям дітей, хворих на муковісцидоз); проводилася загальна наукова робота з британськими лікарями з Королівського Бромптонского госпіталю, Європейським співтовариством допомоги дітям з муковісцидозом. За цикл робіт з медичної генетики, у тому числі «Спадкові захворювання та вроджені вади розвитку в перинатальній практиці» академік АМН Борис Якович Резнік був удостоєний Державної премії України 1997 року.
Він був одним з ініціаторів та організаторів «Першого міжнародного симпозіуму педіатрів поріднених міст», в якому брали участь вчені з Угорщини, Італії, Фінляндії, Болгарії, Росії. Творче наукове співробітництво постійно здійснювалося з угорськими, італійськими та японськими колегами. Академік Резнік неодноразово доповідав на міжнародних конгресах і симпозіумах та гідно представляв Україну в багатьох країнах світу.
Борис Якович Резнік — автор понад 300 наукових робіт, у тому числі 14 монографій, 2-х підручників для студентів медичних вузів, один з них — «Детские болезни», витримав три видання, а Борис Якович як співавтор відзначений Державною премією України 1979 року.

### Учні
Великий творчий потенціал, неординарність і глибина мислення в розробці нових наукових напрямів дозволили академіку Б. Я. Резнику стати засновником сучасної Одеської педіатричної школи. Він підготував 10 докторів і близько 50 кандидатів медичних наук. Троє учнів Бориса Яковича є завідувачами педиатрическими кафедрами Одеського національного медичного університету — член-кореспондент АМН України Н. Л. Аряєв, лауреат Державної премії України Ігор Бабій, заслужений діяч науки і техніки А. В. Зубаренко.

## Громадська діяльність
Вчений проводив велику громадську роботу. Був народним депутатом України трьох скликань, членом Правління Української Асоціації дитячих лікарів, головою Одеської Асоціації педіатрів, членом редакційних колегій багатьох медичних журналів. Однією з останніх ідей, з блиском перетворених в життя, стала організація багатопрофільного міського дитячого лікувально-профілактичного центру, влився до структури міської дитячої лікарні № 1.